# 南博男
南 博男（みなみ ひろお、1970年 - ）は、日本・アメリカ合衆国・ニュージーランドで活動するスタントマン、武道家。A.R.スタント・エンターテイメント社長。スタント・ギルド・オブ・ニュージーランド、SAG-AFTRA（旧：映画俳優組合・米国テレビ・ラジオ芸能人組合）会員。

## 人物
京都府出身。1981年に『吼えろ鉄拳』を見たことがきっかけで真田広之に憧れ、ジャパンアクションクラブに入ることを夢見るが、JACが東京にあることと、年齢がJACの応募資格に届いていなかったことなどもあり断念する。アクションの夢を諦められなかった南は、父親から空手を習うことを進められ、1982年に沖縄直伝剛柔流空手道・日本正武館に入門。大会での優勝記録は14回と活躍し、黒帯3段を取得。
ジャパンアクションクラブの京都養成所が出来ことを知ったことから、1983年に14期生として入所。同年から岸本乗馬センターで乗馬を学ぶ。1年の養成期間後、スタントマンとして活動するには東京に行く必要があったが、中学在学中であった為、スタント活動を諦める。高校時代は武道家として活動し指導員の資格も取得するが、卒業後の生活は厳しく、様々な仕事に就く。
23歳で結婚し、翌年に娘を授かるが、スタントマンの夢を諦めきれず、家族と共に1996年に渡米。カリフォルニア州ロサンゼルスで英語を学びながら1999年の『ショーグン・コップ』にて米国デビュー。
同作の撮影でパワーレンジャーシリーズのスタントチームと知り合ったことから、2001年（2000年とも>）からパワーレンジャーシリーズのレギュラースタントマン（後にアクション監督）として参加。2002年後半に同シリーズの撮影ロケ地がロサンゼルスからニュージーランドのオークランドに変更された為、ニュージーランドに移住。同国で映画やテレビの仕事をこなし永住権を取得するが、2008年に活動の拠点をロサンゼルスに戻す。
ロサンゼルスに戻った後は仕事をあまり得られずにビザの期限切れが迫り、追い詰められていたが、2009年の『PUSH 光と闇の能力者』で南が担当したスタントが、2010年のトーラス・ワールド・スタント・アワードのベスト・ハイワーク部門最優秀賞及びハーデスト・ヒット賞にノミネートされ、ベスト・ハイワーク部門最優秀賞を受賞。この受賞によりアメリカの永住権を取得。
2011年1月にA.R.スタント・エンターテイメントをロサンゼルスに設立。同年、米国テレビ・ラジオ芸能人組合に加盟し、全米映画俳優組合賞の選考委員を務めた。
2024年9月『SHOGUN 将軍』でノミネートされていたアメリカの『第76回クリエイティブ・アーツ・エミー賞』のスタントパフォーマンス賞を日本人として初受賞した。

## 出演作品

### テレビドラマ
- 暴れん坊将軍II(1983) - 馬乗り
- パワーレンジャー・タイムフォース Power Rangers Time Force(2001) - レッドレンジャー、クォンタムレンジャー、スタントダブル（ジェイソン・ファウント）
- パワーレンジャー・ワイルドフォース Power Rangers Wild Force(2002) - ブルー・シャーク・レンジャー、ホワイト・タイガー・レンジャー、クォンタムレンジャー、タイムフォースレッドレンジャー（全員集合時）、レティナクス、ピュートリッド
- パワーレンジャー・ニンジャストーム Power Rangers Ninja Storm(2003) - グリーンサムライレンジャー、イエローウィンドレンジャー、スタントダブル（ジェイソン・チャン）、デリゲート3、ベクサカス、ジェネラル・トレイフ、その他モンスター多数
- パワーレンジャー・ダイノサンダー Power Rangers DinoThunder(2004) - ブルーダイノレンジャー、スタントダブル（ケビン・ダンハニー）、イエローウィンドレンジャー
- パワーレンジャー・S.P.D. Power Rangers S.P.D(2005) - グリーンSPDレンジャー、スタントダブル（マット・オースティン）、オレンジヘッドキーボッツ、グラム皇帝、イクチオール
- 魔法戦隊マジレンジャー(2005) - スタント：NZユニット
  - 第1話「旅立ちの朝 〜マージ・マジ・マジーロ〜」
  - 第2話「勇気を出して 〜マージ・マジ・マジカ〜」
- Amazing Extraordinary Friends(2006) - バンパイア
- パワーレンジャー・ミスティックフォース Power Rangers Mystic Force(2006) - イエローミスティックレンジャー、スタントダブル（ニック・サンプスン）
- パワーレンジャー・オペレーション・オーバードライブ Power Rangers Operation Overdrive(2007) - スタント
- Ride with the Devil(2007) - スタント
- ザ・パシフィック The Pacific(2010) - 日本兵
  - 「第2章〜ガダルカナル 後編〜/ Part Two」
  - 「第4章〜グロスター岬／パヴヴ〜 / Part Four」
  - 「第5章〜ペリリュー 前編〜 / Part Five」
- スパルタカス Spartacus: Blood and Sand(2010) - スタント
- Deadliest Warrior(2010)
  - 第13話「Comanche vs. Mongol」 - モンゴリアン騎馬武者、スタント
- Ice(2011) - スタント
- ザ・プロテクター/狙われる証人たち In Plain Sight(2011)
  - 第44話「Meet the Shannons」 - ヤクザ1、スタント
- とび蹴りアチョ〜ズ Kickin' It(2011 - 2012)
  - 第11話「Kung Fu Cop」 - 忍者、スタント
  - 第33話「A Slip Down Memory Lane」 - 忍者
- Car Science(2011) - カーレーサーのスタントダブル
- CHUCK/チャック Chuck(2012) -
  - 第89話「Chuck Versus the Bullet Train」 - ジャパニーズ・ポーター
- ハイスクール・ニンジャ Supah Ninjas(2012)
  - 第26話「Cousin Connor」 - 忍者、スタント
- Top of the Lake(2013) - スタントダブル
- Eagleheart(2013) - スタントダブル、強盗
- トゥルーブラッド True Blood(2014) - スタント
- SCORPION/スコーピオン Scorpion(2015) - スタントダブル
- エージェント・オブ・シールド S.H.I.E.L.D.(2016 - 2018) - スタント
- ザ・ラストシップ The Last Ship(2016) - ミヤモト、スタント兵士
- SUPERGIRL/スーパーガール Supergirl(2016) - スタント
- ラッシュアワー Rush Hour(2016) - スタント
- レギオン Legion(2018) - スタント
- ウエストワールド Westworld(2018) - スタント
- リーサル・ウェポン Lethal Weapon(2019) - スタントダブル（フョードル・チン）
- NCIS:LA 〜極秘潜入捜査班 'NCIS: Los Angeles(2020) - スタント
- 9-1-1: LA救命最前線 9-1-1(2021) - スタント

### ネット配信
- Marco Polo(2014) - スタント※シリーズレギュラー
- エージェント・オブ・シールド：スリングショット Agents of S.H.I.E.L.D.(2016) - ヘンチマン2、スタント
- デアデビル Marvel's Daredevil(2016) - スタント
- パドルトン Paddleto(2019) - 忍者1、スタント

### 映画
- 里見八犬伝(1983) - 馬乗り
- コータローまかりとおる!(1984) - スタント
- ショーグン・コップ Shogun Cop(1999) - ショーグン・コップ、スタント
- シャドー・フューリー Shadow Fury(2001) - クローンゾンビ、スタント
- 30デイズ・ナイト 30 Days of Night(2007) - バンパイア、スタント
- カンフー・プリンセス・ウェンディー・ウー Wendy Wu: Homecoming Warrior(2006) - テラーコッタ・ウォーリアー、スタント※テレビ映画
- ナルニア国物語/第2章: カスピアン王子の角笛 The Chronicles of Narnia: Prince Caspian(2008) - サテュロス、スタント
- PUSH 光と闇の能力者 Push(2009) - チャイニーズ・アサシン、スタント
- エアベンダー The Last Airbender(2010) - ファイアーネーションのスタント、アースベンダーのスタント
- Love Like Bullets(2010) - タカの子分
- Guido(2011) - 暗殺者1、スタント
- Lost in a Crowd(2011) - スタントダブル
- SAFE/セイフ Safe(2012) -  スタント、チャイニーズマフィア
- バイオハザードV リトリビューション Resident Evil: Retribution(2012) - 警察官ゾンビ、スタント
- G.I.ジョー バック2リベンジ G.I. Joe 2: Retaliation(2012) - レッド・ニンジャ、スタント
- ホビット 思いがけない冒険 The Hobbit: An Unexpected Journey(2013) - オーク
- ウルヴァリン:SAMURAI The Wolverine(2013) -  スタントダブル（真田広之）
- ハングオーバー!!! 最後の反省会 The Hangover Part III(2013) -  囚人
- 47RONIN 47 Ronin(2013) -  スタントダブル（真田広之）
- ミュータント・タートルズ Teenage Mutant Ninja Turtles(2014) - スタント
- メカニック:ワールドミッション Mechanic: Resurrection(2016) - スタント
- ジョン・ウィック:チャプター2 John Wick: Chapter 2(2016) - スタント
- ザ・マミー/呪われた砂漠の王女 The Mummy(2017) - スタントダブル、モーション・キャプチャー
- American(2018) - スタント※短編映画
- ジョン・ウィック:パラベラム John Wick: Chapter 3 - Parabellum(2019) - シノビ
- ハーレイ・クインの華麗なる覚醒 BIRDS OF PREY Birds of Prey (and the Fantabulous Emancipation of One Harley Quinn(2020) - スタント
- シャン・チー／テン・リングスの伝説 Shang-Chi and the Legend of the Ten Rings(2021) - スタント
- ケイト Kate(2021) - スタント
- ブレット・トレイン TBullet Train(2022) -  スタントダブル（真田広之）

### ゲーム
- Tao Feng: Fist of the Lotus(2003) - モーション・キャプチャー
- KILLZONE 3(2011) - モーション・キャプチャー
- パワーレンジャー・サムライ Power Rangers Samurai(2011) - パワーレンジャーのモーション・キャプチャー
- NINJA GAIDEN 3(2012) - モーション・キャプチャー・スタント
- Brothers in Arms: Furious 4(2012) - チョークのモーション・キャプチャー

### ミュージックビデオ
- Pretty Melody / 歌 - ブッチ・ウオーカー(2010) - 忍者

### その他
- San Diego Comic Convention(1999) - ショーグン・コップ
- パワーレンジャー・サムライ・プロモーション映像　Power Rangers Samurai Promo(2011) - グレーンレンジャー

### イベント出演
- Anime Expo2010(2010) - 仮面ライダーW

## スタッフとしての参加作品

### テレビドラマ （スタッフ）
- V.I.P. V.I.P.(2000) - アシスタント・ファイト・コレオグラファー
- Special Unit 2(2001) - アシスタント・ファイト・コレオグラファー
- パワーレンジャー・ダイノサンダー Power Rangers DinoThunder(2004) - セカンドユニット監督
- パワーレンジャー・ミスティックフォース Power Rangers Mystic Force(2006) - アクション監督
- パワーレンジャー・オペレーション・オーバードライブ Power Rangers Operation Overdrive(2007) - アクション監督
- アーロン・ストーン Aaron Stone(2009) - アシスタント・スタント・トレーナー
- レジェンド・オブ・ザ・シーカー Legend Of The Seeker(2009 - 2010) - ワイヤーリガー
- ザ・パシフィック The Pacific(2010) - キャスティング
- スパルタカス Spartacus: Blood and Sand(2010) - アシスタント・スタント・コーディネーター、スタント・セッティング、ワイヤーリガー

### 映画 （スタッフ）
- Ultimate Target(2000) - アシスタント・ファイト・コレオグラファー
- BROTHER(2001) - 通訳
- ナルニア国物語/第2章: カスピアン王子の角笛 The Chronicles of Narnia: Prince Caspian(2008) - アクション・カメラ・オペレーター
- Guido(2011) - アシスタント・スタント・コーディネーター
- エヴァリー Everly(2014) - 　アシスタント・スタント・コーディネーター
- Sword of the Dead(2018) - スタント・コーディネーター
- After We Leave(2019) - スタント・コーディネーター
- シャン・チー／テン・リングスの伝説 Shang-Chi and the Legend of the Ten Rings(2021) - アディショナル・フォトグラファー
- ケイト Kate(2021) - アシスタント・スタント・コーディネーター、ファイト・コレオグラファー

### ネット配信（スタッフ）
- アイアン・フィスト Marvel's Iron Fist(2017) - アシスタント・ファイト・コーディネーター、アディショナル・スタント・コーディネーター

### ミュージックビデオ（スタッフ）
- ストロンガー / 歌 - ブリトニー・スピアーズ(2000) - ワイヤーリガー
- Elevation / 歌 - U2(2001) - ワイヤーリガー
- フリーク! / 歌 - ジョージ・マイケル(2002) - ワイヤーリガー
- Pretty Melody / 歌 - ブッチ・ウオーカー(2010) - ワイヤーリガー

### その他（スタッフ）
- パワーレンジャー・サムライ・プロモーション映像　Power Rangers Samurai Promo(2011) - スタントコーディネーター